# Sahib II Giray
Sahib II Giray est un khan de Crimée ayant régné de 1771 à 1775.

## Origine
Sahib II Giray est le fils d'Ahmed, fils de Devlet II Giray. On ne connait rien de lui avant 1771.

## Règne
En juillet 1771, après avoir chassé de Capha le gouverneur ottoman Ibrahim Pacha, les troupes du général russe Vassili Dolgorouki prennent Perekop, envahissent la Crimée et occupent Gözleve et Bahçesaray avec l'appui d'éléments de la horde du Yedisan. Le khan Sélim III Giray s'enfuit avec sa famille à Istanbul.
Sous la pression des Russes, les chefs de clans tatars élisent alors Sahib II Giray comme khan et il choisit comme qalgha son frère cadet Chahin Giray et comme nureddin Bahadir II Giray, le fils de Maqsud Giray. Fin novembre 1771 une grande délégation tatar conduite par le qalgha Chahin se rend à Saint-Pétersbourg. Chahin attire alors l'attention de l'impératrice Catherine II qui veut voir en lui un « réformateur éclairé ». La délégation rentre à Bahçesaray en 1772 avec le projet de l'établissement d'un État indépendant en Crimée. Un accord signé en novembre 1772 à Karsa Bazaar, ville du clan Sirin, établit une alliance entre la Crimée et l'Empire russe en ce sens. La Sublime Porte refuse bien entendu cette perspective dans le contexte de la guerre russo-turque de 1768-1774. En mai 1773, Sahib II Giray élimine définitivement Maqsud Giray, le concurrent soutenu par les Ottomans.
C'est à la fin du conflit russo-turc qu'est signé en 1774 le traité de Kütchück-Kaynardja entre la Sublime Porte et l'Empire russe qui, sous le prétexte de reconnaître l'indépendance du khanat de Crimée vis-à-vis de l'Empire ottoman, institue un véritable protectorat russe sur lui. Sahib II est reconnu comme khan indépendant par la Sublime Porte entre le 3 janvier et le 1er février 1775 mais renversé peu après par Devlet IV Giray, le fils d'Arslan Giray. Sahib II Giray se retire à Constantinople jusqu'à sa mort.